# Хамза Юнес
Хамза Юнес (на арабски език: حمزة يونس) е тунизийски футболист, нападател..

## Кариера

### „Лудогорец“
Дебютира в официален мач за „Лудогорец“ с гол на 13 август 2014 г. във финала за Суперкупата на България като отбелязва третия гол за победата на „Лудогорец“ срещу Ботев (Пловдив) с 3-1 . Дебютира в мач за „Лудогорец“ в А ПФГ с гол на 16 август 2014 г. в среща от петия кръг като отбелязва втория гол за победата на „Лудогорец“ срещу ЦСКА с 2 – 0 .

## Статистика по сезони[4]
| Сезон    | Отбор          | Първенство      | Мачове | Голове |
| -------- | -------------- | --------------- | ------ | ------ |
| 2010/11  | Сфаксиен       | Лига 1 Тунис    | 18     | 6      |
| 2011/12  | Петролул       | Румънска лига I | 13     | 12     |
| 2012/13  | Петролул       | Румънска лига I | 28     | 13     |
| 2013/ес. | Петролул       | Румънска лига I | 11     | 9      |
| 2014/пр. | Ботев (Пд)     | А група         | 13     | 5      |
| 2014/15  | Ботев (Пд)     | А група         | 3      | 2      |
| 2014/15  | Лудогорец (Рз) | А група         | 12     | 4      |

## Успехи

### „Сфаксиен“
- Купа на Тунис: 2009
- Купа на Африканската футболна конфедерация: 2007, 2008
- Купа на Съюза на футболните федерации на Северна Африка: 2009

### „Петролул“
- Купа на Румъния: 2012-2013

### „Лудогорец“
- Шампион на България: 2014-15
- Суперкупа на България: 2014